# Irie Révoltés

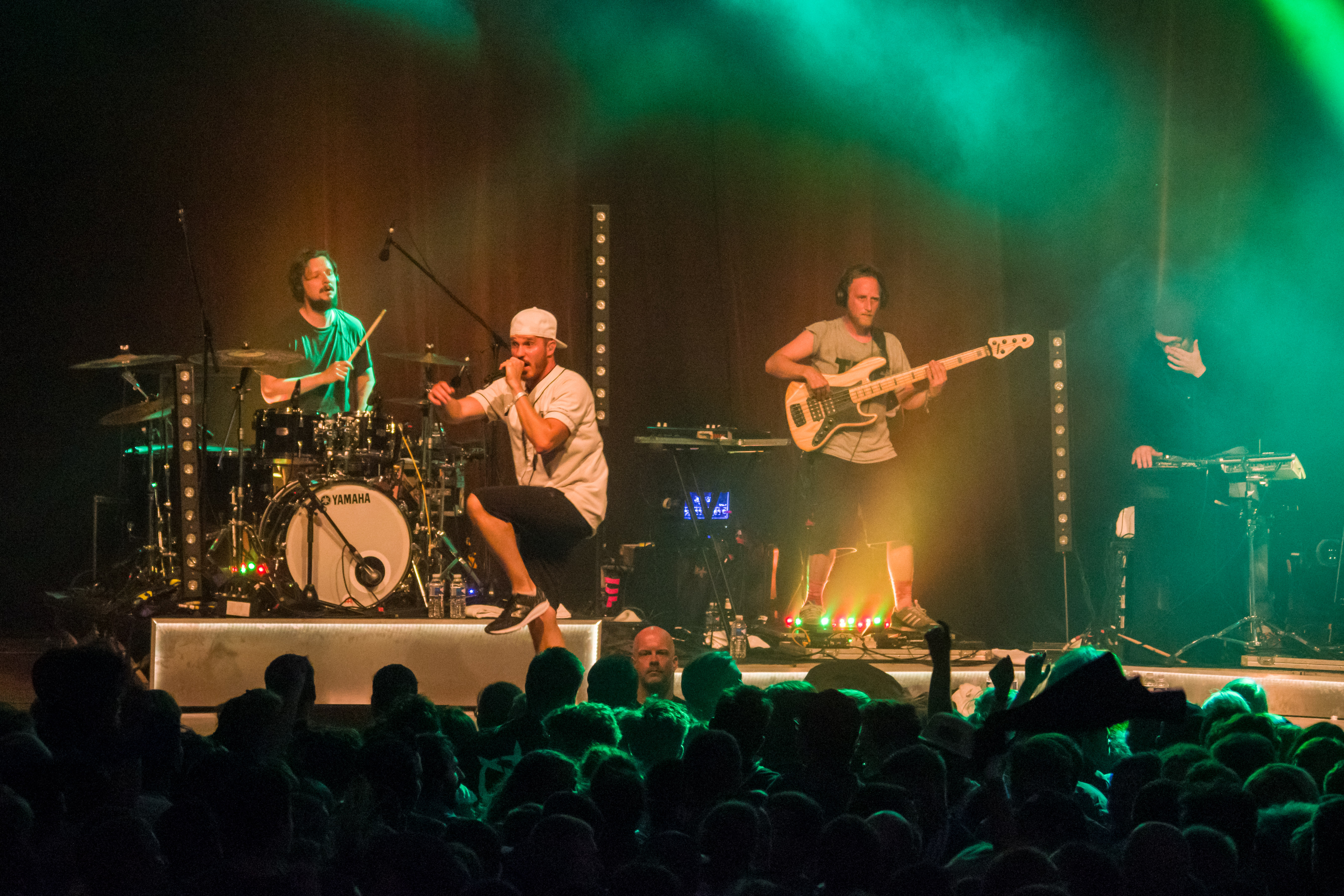
Irie Revoltes lors du Zelt-Musik-Festival en 2017 à Fribourg-en-Brisgau, Allemagne

Irie Révoltés était un groupe multi-genres allemand, originaire de Heidelberg. Il se compose de neuf musiciens. Leur musique comprend des influences reggae, ragga, ska, dancehall ainsi que des touches de hip-hop. Le mot irie signifie joyeux, heureux en créole jamaïcain. Leurs textes sont écrits en français et en allemand.

## Biographie
Irie Révoltés, comptant à l'origine onze membres entre seize et vingt ans, Irie Révoltés se font connaitre en multipliant les concerts dans des festivals en Suisse, Allemagne, République tchèque et en atteignant la finale d'un concours newcomer local.
Le 15 juin 2015, le groupe publie son album homonyme
En octobre 2016, le groupe a annoncé son dernier concert, qui a eu lieu le 26 décembre 2017.

## Style musical
Les chansons des Irie Révoltés se caractérisent par des éléments de reggae, dancehall, hip-hop, ska et musique électronique. Selon la presse spécialisée, ce n'est qu'à partir de leur troisième album qu'Irie Révoltés trouve son propre style. Vérifiant leur état de « révoltés », les membres se sont engagés dans des projets humanitaires pour le Tiers Monde. Ils ne veulent pas seulement transmettre de la joie (Soleil, Ska) mais inciter leur public à s'engager. Les chansons du groupe abordent souvent des thèmes politiques et dénoncent la discrimination, le sexisme, et l'exploitation. Les paroles, en français et en allemand, incitent les auditeurs à réfléchir par eux-mêmes sur ces problèmes. 

## Discographie

### Albums studio
- 2003 : Les Deux Côtés
- 2006 : Voyage
- 2006 : Voyage (vinyl LP)
- 2010 : Mouvement mondial
- 2012 : Irie Révoltés Live (DVD et CD)
- 2013 : Allez
- 2015 : Irie Révoltés

### Singles
- 2003 : On assassine en Afrique
- 2005 : Mouvement
- 2006 : Soleil
- 2006 : Soleil (vinyl single)
- 2008 : Viel zu tun
- 2009 : Zeit ist Geld
- 2010 : Merci